# RNO-G

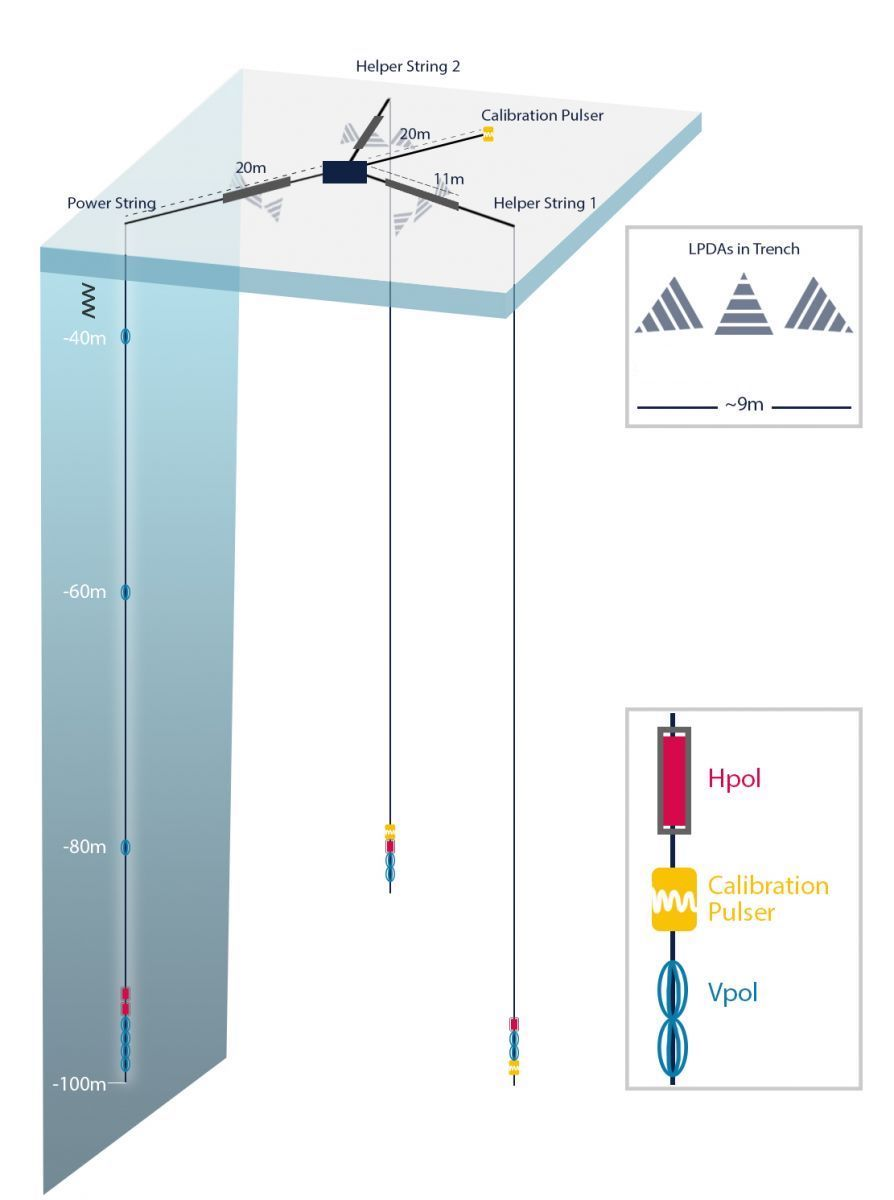
Ескіз станції РНО-Г

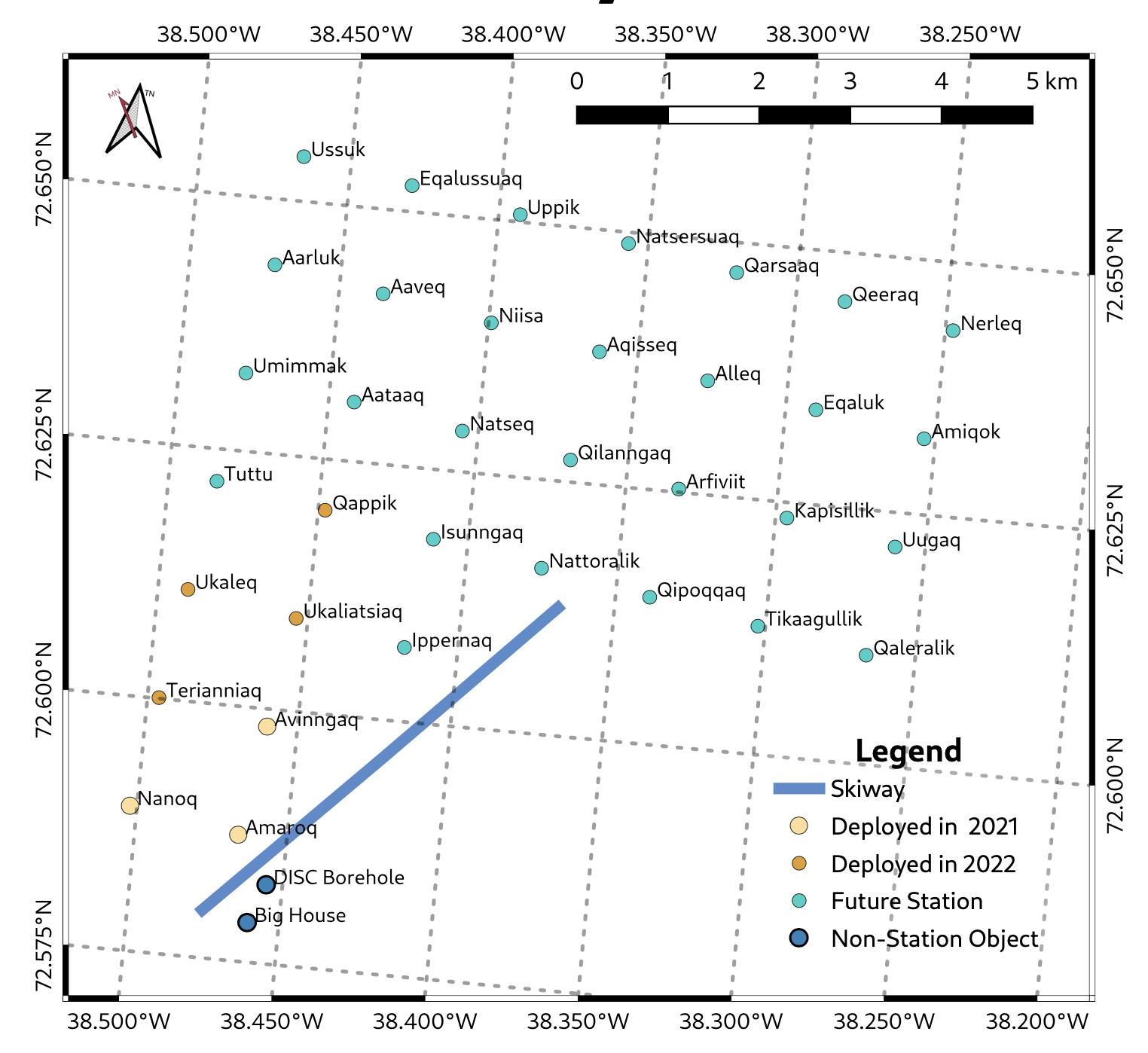
Масив 2022р

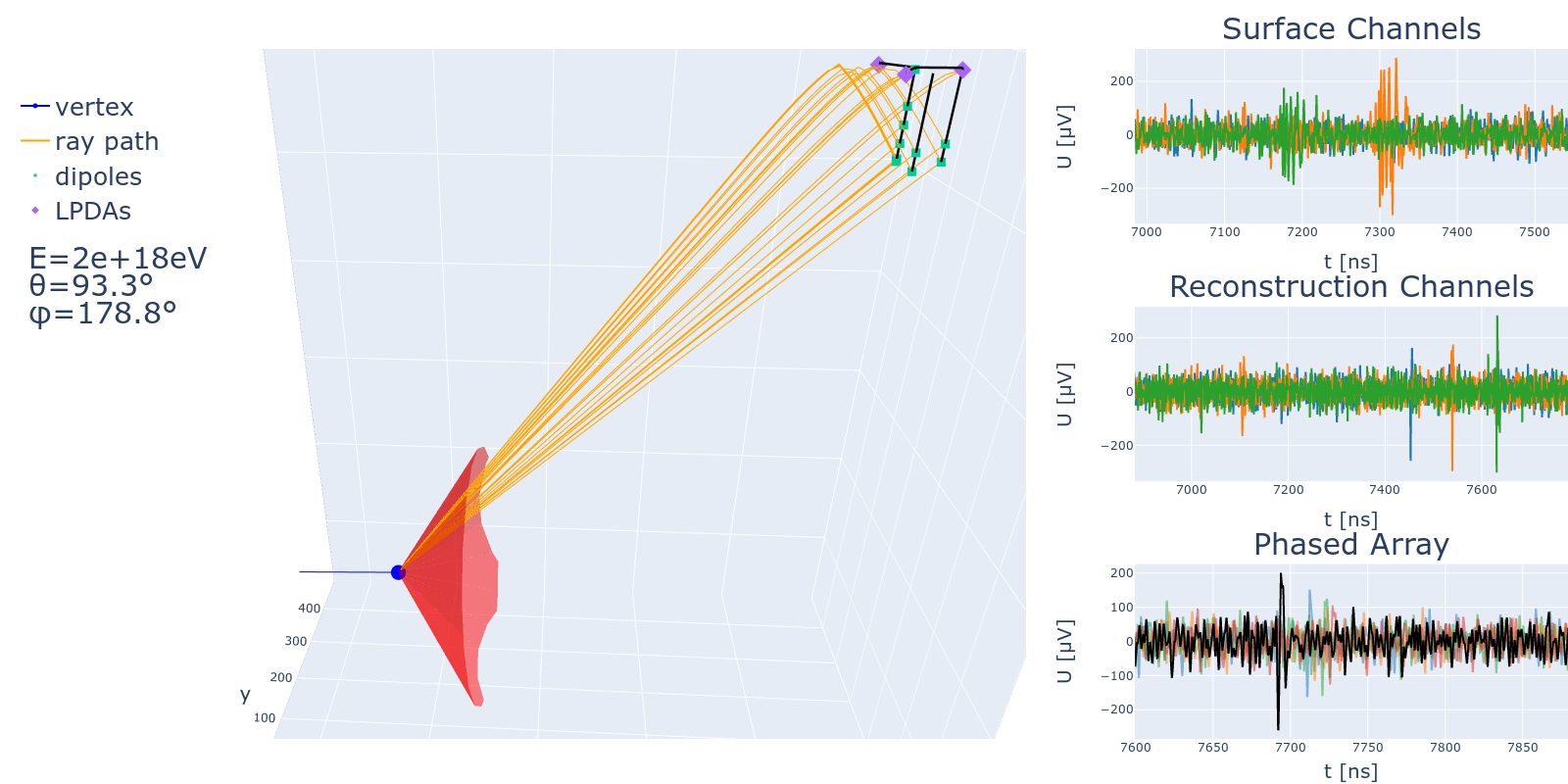
Моделювання події за участю нейтрино

RNO-G (англ. Radio Neutrino Observatory Greenland, Радіонейтринна обсерваторія Гренландії) — нейтринна обсерваторія, розташована поблизу Самміт-Кемп на вершині Гренландського льодовикового щита.
Метою експерименту є виявлення нейтрино надвисоких енергій та оцінка їх потоку. Ці частинки можуть допомогти краще дослідити такі високоенергетичні джерела, як активні ядра галактик та гамма-спалахи. Результати RNO-G також можуть розширити енергетичний діапазон нейтрино в багатоканальній астрономії.

## Схема детектора
Обсерваторія розташована на висоті 3216 м над рівнем моря. Планується, що детекторний масив складатиметься з 35 станцій збору даних. До 2022 року було розгорнуто сім станцій. Кожна станція складається з трьох кабелів у льоді на глибині 100 метрів для вимірювання каскадів частинок у льоді, викликаних нейтрино та іншими частинками, і з приладів на поверхні, які також чутливі до космічних променів. Станції працюють автономно та живляться від відновлюваних джерел енергії, таких як сонячні батареї та вітрові турбіни. Зв'язок бездротовий через LTE.

## Принцип виявлення
Індукований нейтрино каскад частинок створює радіовипромінювання через ефект Аскар'яна. Воно найсильніше під черенковським кутом 56°, показаним червоним конусом на рисунку моделювання події за участю нейтрино. Радіосигнал поширюється до детектора. Праворуч показано сигнали в поверхневих антенах (верхня панель), антенах реконструкції (посередині) і тригері фазованої решітки (нижня панель).